# آن إيلدر
آن إيلدر (بالإنجليزية: Ann Elder)‏ هي كاتبة سيناريو أمريكية، ولدت في 21 سبتمبر 1942 في كليفلاند في الولايات المتحدة.

## وصلات خارجية
- آن إيلدر على موقع IMDb (الإنجليزية)
- آن إيلدر على موقع أول موفي (الإنجليزية)
- آن إيلدر على موقع قاعدة بيانات الأفلام السويدية (السويدية)
- آن إيلدر على موقع إن إن دي بي (الإنجليزية)
- آن إيلدر على موقع كينوبويسك (الروسية)